# 1892 (numero)
Milleottocentonovantadue (1892) è il numero naturale dopo il 1891 e prima del 1893.

## Proprietà matematiche
- È un numero pari.
- È un numero composto da 12 divisori: 1, 2, 4, 11, 22, 43, 44, 86, 172, 473, 946, 1892. Poiché la somma dei suoi divisori (escluso il numero stesso) è 1804 < 1892, è un numero difettivo.
- È un numero oblungo (1892 = 43 × 44).
- È un numero poligonale centrale.
- È un numero malvagio.
- È parte delle terne pitagoriche (1365, 1892, 2333), (1419, 1892, 2365), (1892, 3456, 3940), (1892, 5031, 5375), (1892, 7275, 7517), (1892, 10320, 10492), (1892, 20295, 20383), (1892, 20769, 20855), (1892, 40656, 40700), (1892, 81345, 81367), (1892, 223725, 223733), (1892, 447456, 447460), (1892, 894915, 894917).

## Astronomia
- 1892 Lucienne è un asteroide della fascia principale del sistema solare.

## Astronautica
- Cosmos 1892 è un satellite artificiale russo.